# Ypsophilacris viduata
Ypsophilacris viduata är en insektsart som först beskrevs av Marius Descamps 1977.  Ypsophilacris viduata ingår i släktet Ypsophilacris och familjen gräshoppor. Inga underarter finns listade i Catalogue of Life.